# Kabupaten Kutai Kartanegara
Kabupaten Kutai Kartanegara (engelska: Kutai Kartanegara Regency) är ett kabupaten i Indonesien.   Det ligger i provinsen Kalimantan Timur, i den nordvästra delen av landet, 1 300 km nordost om huvudstaden Jakarta. Antalet invånare är 626 680.